# Émile Faure (homme politique, 1873-1953)
Pour les articles homonymes, voir Faure et Émile Faure.
 (novembre 2023).
Si vous disposez d'ouvrages ou d'articles de référence ou si vous connaissez des sites web de qualité traitant du thème abordé ici, merci de compléter l'article en donnant les références utiles à sa vérifiabilité et en les liant à la section « Notes et références ».
Émile Faure est un homme politique français né le 16 février 1873 à Montélimar (Drôme) et décédé le 25 avril 1953 à Villejuif (Val-de-Marne).

## Biographie
Administrateur du syndicat national des travailleurs des chemins de fer, il est député d'Indre-et-Loire de 1910 à 1919 et de 1928 à 1936, inscrit au groupe socialiste.